# Мейбл Жюльєнна Скотт
Мейбл Жюльєнна Скотт (англ. Mabel Julienne Scott; 2 листопада 1892 — 1 жовтня 1976) — американська кіноакторка епохи німого кіно.

## Біографія
Народилася в 1892 році від французької матері і норвезького батька в Міннеаполісі, штат Міннесота. Прибула в Нью-Йорк у віці 17 років. Не змігши отримати бажану роботу, працювала певний час в акціонерній компанії в Омасі, штат Небраска. 
Дебютувала на Бродвеї у виставі «Бар'єр» за твором Рекса Біча.
У 1926 грала роль матері у виставі «Колискова» в театрі Pasadena Playhouse.
Скотт віддала перевагу зйомкам в кіно грі на сцені. У фільмі «Ось моя дружина» (1920) вона виконала провідну жіночу роль Лелі, індіанської діви. Фільм був знятий на студії Famous Players.
Скотт працювала у парі з Роско Арбаклом в релізі Paramount Pictures, «Підсумок новин» (1920). Вона була притягнута[що?] до George Medford Productions, але знімалася у стрічках Famous Players і Goldwyn Pictures.
Відкрита ентузіастка, Скотт була частою відвідувачкою каліфорнійського клубу вогнепальної зброї.
Одружилася з видним нью-йоркським лікарем. Жила в одній квартирі зі своїм братом Біллі в Голлівуді.
Мейбл Жульєнна Скотт померла в Лос-Анджелесі в 1976 році.

## Фільмографія
- 1915 : Континентальна дівчина / A Continental Girl — подруга Флоссі
- 1916 : Батіг долі / The Lash of Destiny — Едіт Вейн
- 1917 : Бар'єр / The Barrier — Надія / Мериді
- 1918 : Невидимий знак / The Sign Invisible — Жанетт Мерсьє
- 1918 : Попіл кохання / Ashes of Love — Хелен Розідейл
- 1919 : Священне мовчання / Sacred Silence
- 1920 : Морський вовк / The Sea Wolf — Мод Брустер
- 1920 : Підсумок новин / The Round-Up
- 1920 : Ось моя дружина / Behold My Wife — Лелі
- 1921 : Жаклін / The Jucklins — Гвінея Жаклін
- 1921 : Концерт / The Concert — Дельфіна Гарт
- 1921 : Не нехтуй своєю дружиною / Don't Neglect Your Wife — Меделін
- 1921 : Жодна жінка не знає / No Woman Knows
- 1923 : Часи змінилися / Times Have Changed — Марджорі
- 1924 : Так це шлюб? / So This Is Marriage? — Вірсавія
- 1925 : Сім днів / Seven Days — Енн Браун
- 1926 : Його джазова наречена / His Jazz Bride
- 1926 : Стежка до Фронтира / The Frontier Trail — Доллі Мейнард
- 1927 : Мати / Mother — місіс Вейн
- 1928 : Жовтофіолі / Wallflowers — Шеррі
- 1929 : Мелодія мрії / The Dream Melody — Мері Талбот
- 1929 : Розфарбовані обличчя / Painted Faces